# Belleuse
Belleuse és un municipi francès situat al departament del Somme i a la regió dels Alts de França. L'any 2007 tenia 322 habitants.

## Demografia

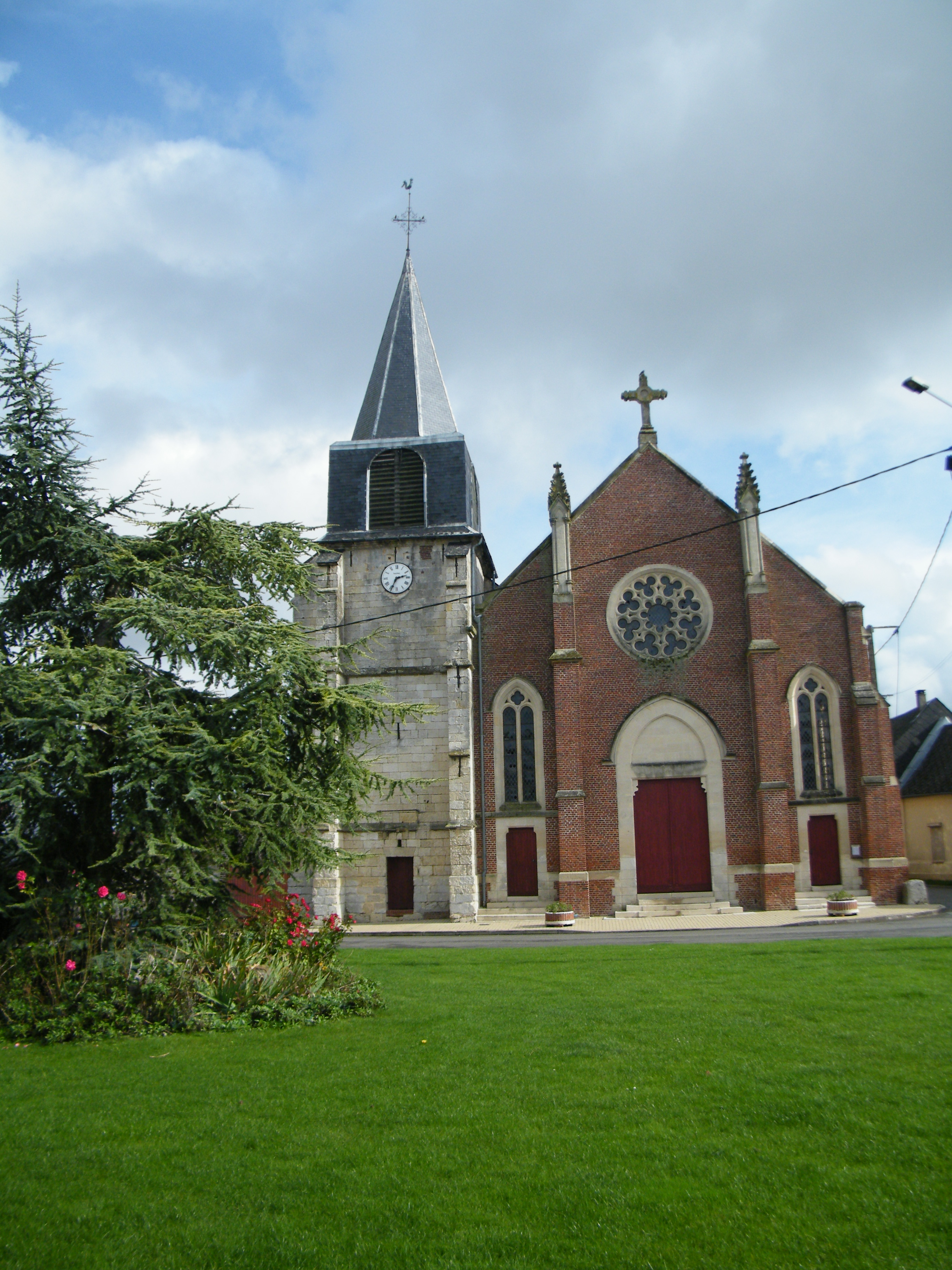
església

### Població
El 2007 la població de fet de Belleuse era de 322 persones. Hi havia 114 famílies de les quals 20 eren unipersonals (16 homes vivint sols i 4 dones vivint soles), 45 parelles sense fills, 41 parelles amb fills i 8 famílies monoparentals amb fills.
La població ha evolucionat segons el següent gràfic:
Habitants censats

### Habitatges
El 2007 hi havia 146 habitatges, 122 eren l'habitatge principal de la família, 14 eren segones residències i 9 estaven desocupats. Tots els 143 habitatges eren cases. Dels 122 habitatges principals, 112 estaven ocupats pels seus propietaris, 6 estaven llogats i ocupats pels llogaters i 4 estaven cedits a títol gratuït; 2 tenien una cambra, 8 en tenien dues, 19 en tenien tres, 34 en tenien quatre i 60 en tenien cinc o més. 83 habitatges disposaven pel capbaix d'una plaça de pàrquing. A 51 habitatges hi havia un automòbil i a 60 n'hi havia dos o més.

### Piràmide de població

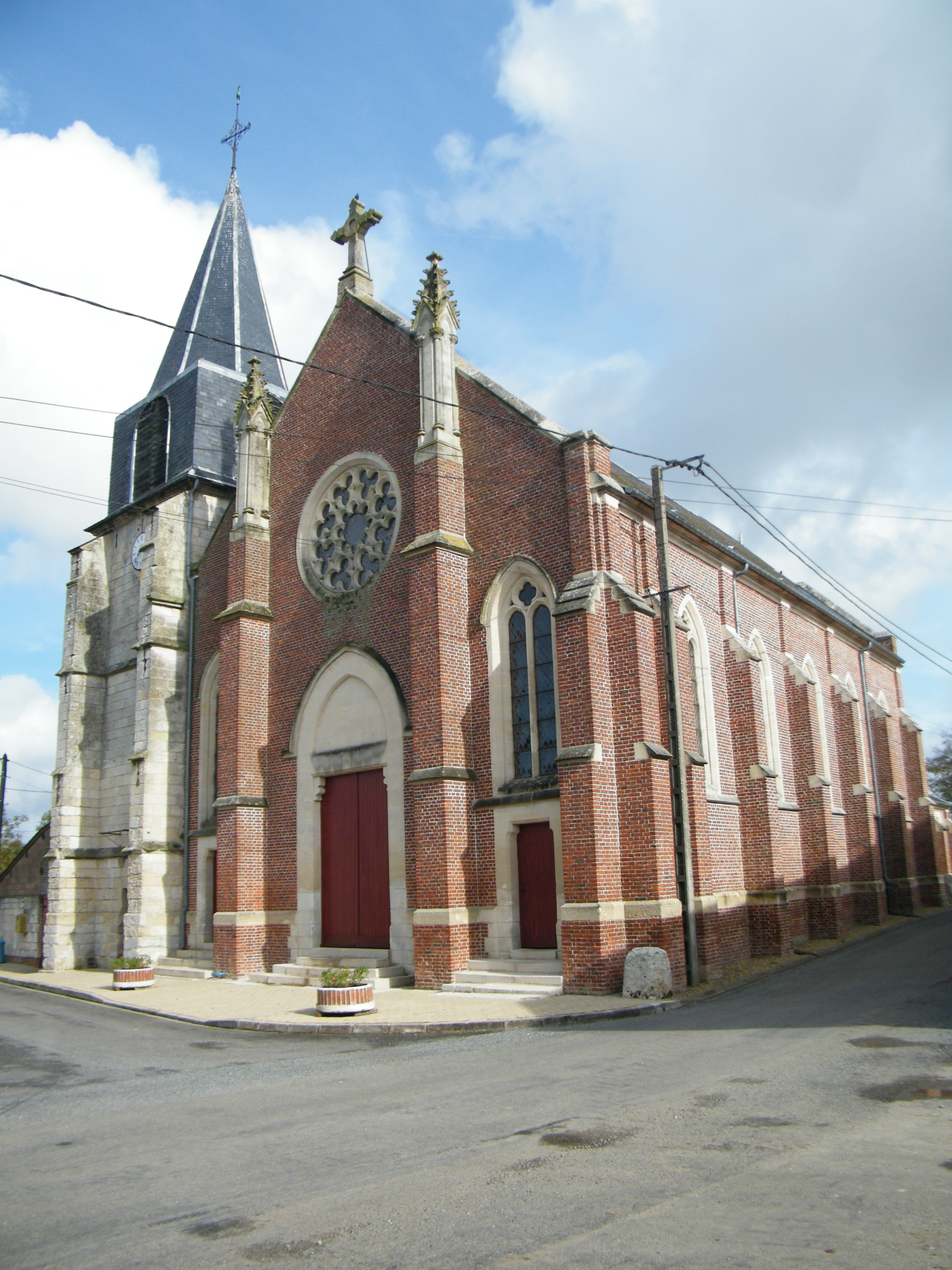

La piràmide de població per edats i sexe el 2009 era:
| Homes | Edats   | Dones |
| ----- | ------- | ----- |
| 0     | 95 o +  | 0     |
| 0     | 90 a 94 | 0     |
| 0     | 85 a 89 | 0     |
| 0     | 80 a 84 | 0     |
| 0     | 75 a 79 | 4     |
| 4     | 70 a 74 | 4     |
| 12    | 65 a 69 | 20    |
| 16    | 60 a 64 | 4     |
| 4     | 55 a 59 | 8     |
| 4     | 50 a 54 | 0     |
| 12    | 45 a 49 | 8     |
| 4     | 40 a 44 | 12    |
| 24    | 35 a 39 | 8     |
| 12    | 30 a 34 | 16    |
| 8     | 25 a 29 | 0     |
| 4     | 20 a 24 | 8     |
| 20    | 15 a 19 | 16    |
| 8     | 10 a 14 | 8     |
| 0     | 5 a 9   | 12    |
| 16    | 0 a 4   | 4     |

## Economia

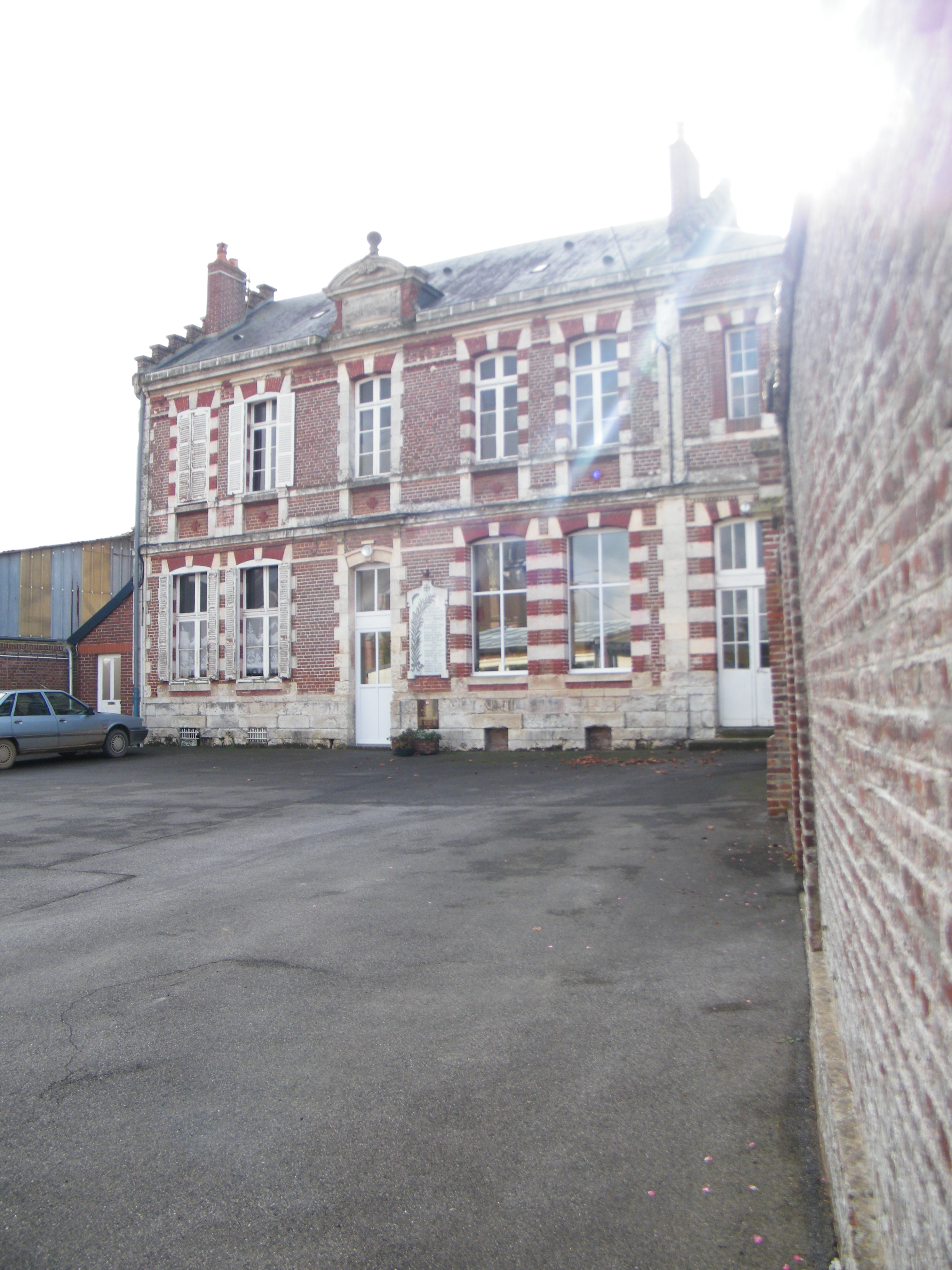

El 2007 la població en edat de treballar era de 200 persones, 152 eren actives i 48 eren inactives. De les 152 persones actives 144 estaven ocupades (78 homes i 66 dones) i 8 estaven aturades (4 homes i 4 dones). De les 48 persones inactives 17 estaven jubilades, 17 estaven estudiant i 14 estaven classificades com a «altres inactius».

### Ingressos
El 2009 a Belleuse hi havia 124 unitats fiscals que integraven 320,5 persones, la mediana anual d'ingressos fiscals per persona era de 17.411 €.

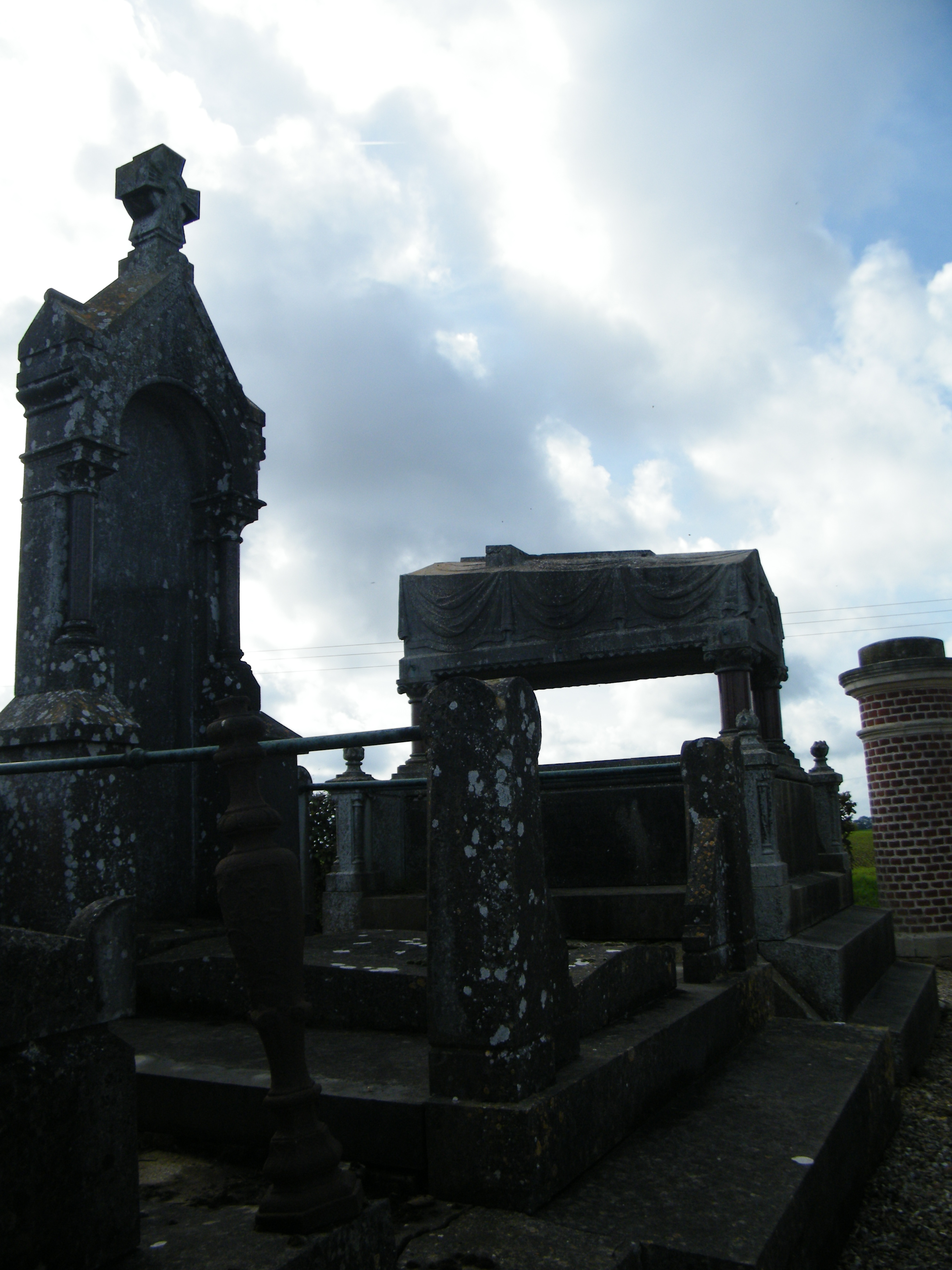

### Activitats econòmiques
Dels 5 establiments que hi havia el 2007, 1 era d'una empresa de fabricació d'altres productes industrials, 1 d'una empresa de construcció, 2 d'empreses de comerç i reparació d'automòbils i 1 d'una entitat de l'administració pública.
Els 2 serveis als particulars que hi havia el 2009 eren tallers de reparació d'automòbils i de material agrícola.
L'any 2000 a Belleuse hi havia 7 explotacions agrícoles que ocupaven un total de 749 hectàrees.

## Poblacions més properes
El següent diagrama mostra les poblacions més properes.